# Trofeo Bellaveglia
Il Trofeo Bellaveglia è stato un torneo professionistico maschile di tennis giocato su terra rossa che faceva parte dell'ATP Challenger Tour. Si è giocato annualmente al Circolo Tennis Orbetello di Orbetello (GR) in Italia dal 2009 al 2013. L'evento è dedicato alla memoria di Stefano Bellaveglia, dirigente del Monte dei Paschi di Siena e membro dei Democratici di Sinistra.

## Albo d'oro

### Singolare
| Anno | Campione              | Finalista              | Punteggio     |
| ---- | --------------------- | ---------------------- | ------------- |
| 2009 | Aleksandr Dolhopolov  | Pablo Andújar          | 6–4, 6–2      |
| 2010 | Pablo Andújar         | Édouard Roger-Vasselin | 6–4, 6–3      |
| 2011 | Filippo Volandri (1)  | Matteo Viola           | 4–6, 6–3, 6–2 |
| 2012 | Roberto Bautista Agut | Dušan Lajović          | 6–1, 6–3      |
| 2013 | Filippo Volandri (2)  | Pere Riba              | 6–4, 7–6(7)   |

### Doppio
| Anno | Campioni                            | Finalisti                        | Punteggio              |
| ---- | ----------------------------------- | -------------------------------- | ---------------------- |
| 2009 | Paolo Lorenzi Giancarlo Petrazzuolo | Alessio Di Mauro Manuel Jorquera | 7–6(5), 3–6, [10–6]    |
| 2010 | Alessio Di Mauro Alessandro Motti   | Nikola Mektić Ivan Zovko         | 6–2, 3–6, [10–3]       |
| 2011 | Julian Knowle Igor Zelenay          | Romain Jouan Benoît Paire        | 6–1, 7–6(2)            |
| 2012 | Stefano Ianni Dane Propoggia        | Alessio Di Mauro Simone Vagnozzi | 6–2, 6–3               |
| 2013 | Marco Crugnola Simone Vagnozzi      | Guillermo Durán Renzo Olivo      | 7–6(3), 6(5)–7, [10–6] |